# Štědrá
Štědrá é uma comuna checa localizada na região de Karlovy Vary, distrito de Karlovy Vary‎.